# Facebook Messenger
A Facebook Messenger (közismert nevén Messenger) amerikai üzenetküldő alkalmazás és platform, amelyet a Facebook fejlesztett ki. 
Legelőször 2008-ban Facebook Chat néven indult, 2010-ben megújította üzenetküldési szolgáltatását, majd 2011 augusztusában önálló iOS és Android alkalmazásokat, valamint 2018-ban önálló Facebook Portal hardvert adott ki a Messenger-alapú hívásokhoz. 
Később a Facebook elindított egy külön webes felületet (messenger.com), és elválasztotta az üzenetküldő funkciókat a fő Facebook alkalmazástól, lehetővé téve a felhasználók számára a webes felület használatát vagy az önálló alkalmazások letöltését.
2020 áprilisában a Facebook hivatalosan kiadta a Messenger for Desktop asztali alkalmazást, amelyet a Windows 10 és a macOS is támogat. 
A felhasználók üzeneteket, fényképeket, videókat, matricákat, hanganyagokat és fájlokat cserélhetnek, valamint reagálhatnak más felhasználók üzeneteire és interakcióba léphetnek botokkal. A szolgáltatás támogatja a hang- és videohívásokat is.
Az önálló alkalmazások több fiók használatát, beszélgetéseket (választhatóan végpontok közötti titkosítással) és játékokat támogatnak.

## Fordítás
Ez a szócikk részben vagy egészben  a   Facebook Messenger című angol Wikipédia-szócikk ezen változatának fordításán alapul.  Az eredeti cikk szerkesztőit annak laptörténete sorolja fel. Ez a jelzés csupán a megfogalmazás eredetét és a szerzői jogokat jelzi, nem szolgál a cikkben szereplő információk forrásmegjelöléseként.